# The Awful Truth (film, 1925)
Pour les articles homonymes, voir The Awful Truth.
Pour plus de détails, voir Fiche technique et Distribution.
The Awful Truth est un film américain réalisé par Paul Powell et sorti en 1925.
Il a fait l'objet d'un remake parlant en 1937 sorti en France sous le titre Cette sacrée vérité.

## Synopsis
Lucy Slatterley flirte avec d'autres hommes, au désespoir de Norman, son mari jaloux, qui en veut en particulier aux attentions d'un dénommé Kempster. Cependant, Kempster fait à Norman une proposition alléchante qui consiste à reprendre une exploitation minière, et Norman quitte la ville pour étudier la question. Kempster fait alors des avances à Lucy, qui, pour l'éviter, emménage avec son amie Joséphine, une résidente du même immeuble dans lequel vit Kempster. Un incendie se déclare dans le bâtiment et Lucy et Kempster se retrouvent en vêtements de nuit sur l'escalier de secours, au moment où Norman revient de son voyage d'affaires.

## Fiche technique
- Réalisation : Paul Powell
- Scénario : Elmer Rice
- Production : 	Peninsula Studios, Elmer Harris
- Photographie : Joseph A. DuBray
- Genre : Comédie[1]
- Distributeur : Producers Distributing Corporation
- Durée : 6 bobines
- Date de sortie : 6 avril 1925

## Distribution
- Agnes Ayres : Lucy Satterlee
- Warner Baxter : Norman Satterlee
- Winifred Bryson : Josephine Trent
- Phillips Smalley : Rufus Kempster
- Carrie Clark Ward : Mrs. Julia Leeson
- Raymond Lowney : Danny Leeson
- William Worthington : Jonathan Sims